# Sydamerikanska mästerskapet i volleyboll för herrar 2019
Sydamerikanska mästerskapet 2019 i volleyboll för herrar spelades 10 till 14 september 2019 i Mostazal, Santiago de Chile och Temuco, Chile. Det var den 33:e upplagan av turneringen och åtta landslag från CSV:s medlemsförbund deltog. Brasilien vann turneringen för 32:a gången. Alan de Souza utsågs till mest värdefulla spelare.

## Arenor
|                                                         |                                                                                          |                                                                     |
|                                                         |                                                                                          |                                                                     |
| Sun Monticello Stad: Mostazal Kapacitet: - Öppnad: 2008 | Centro Nacional de Entrenamiento Olimpico Stad: Santiago de Chile Kapacitet: - Öppnad: - | Gimnasio Olímpico Regional UFRO Stad: Temuco Kapacitet: - Öppnad: - |

## Regelverk

### Format
Turneringen började med gruppspel med två grupper om fyra lag där alla lag mötte varandra en gång. De två första lagen i varje grupp gick vidare cupspel om de fyra första platserna med de två sista lagen i varje grupp gick vidare cupspel om de fyra sista platserna.

### Metod för att bestämma tabellplacering
Om slutresultatet blev 3-0 eller 3-1 tilldelades 3 poäng till det vinnande laget och 0 till det förlorande laget, om slutresultatet blev 3-2 tilldelades 2 poäng till det vinnande laget och 1 till det förlorande laget.
Lagens position i respektive grupp bestämdes utifrån (i tur och ordning):
- Antal vunna matcher
- Poäng;
- Kvot vunna/förlorade set
- Kvot vunna/förlorade bollpoäng
- Inbördes möten.

## Deltagande lag
| Lag       | Deltog senast  |
| --------- | -------------- |
| Argentina | Chile 2017     |
| Bolivia   | Argentina 1999 |
| Brasilien | Chile 2017     |
| Chile     | Chile 2017     |
| Colombia  | Chile 2017     |
| Ecuador   | Argentina 1999 |
| Peru      | Chile 2017     |
| Venezuela | Chile 2017     |

## Turneringen

### Gruppspelsfasen
| Grupp A   | Grupp B   |
| --------- | --------- |
| Argentina | Bolivia   |
| Brasilien | Chile     |
| Colombia  | Peru      |
| Ecuador   | Venezuela |

#### Grupp A

##### Resultat
| 10 september 2019 Gimnasio Olímpico Regional UFRO, Temuco Speltid: ? - Åskådare: ? | Argentina | 3 - 0 | Colombia  | 25-15, 25-12, 25-15        |
| 10 september 2019 Gimnasio Olímpico Regional UFRO, Temuco Speltid: ? - Åskådare: ? | Brasilien | 3 - 0 | Ecuador   | 25-10, 25-16, 25-14        |
| 11 september 2019 Gimnasio Olímpico Regional UFRO, Temuco Speltid: ? - Åskådare: ? | Argentina | 3 - 0 | Ecuador   | 25-11, 25-14, 25-12        |
| 11 september 2019 Gimnasio Olímpico Regional UFRO, Temuco Speltid: ? - Åskådare: ? | Brasilien | 3 - 0 | Colombia  | 25-15, 25-10, 25-17        |
| 12 september 2019 Gimnasio Olímpico Regional UFRO, Temuco Speltid: ? - Åskådare: ? | Colombia  | 3 - 0 | Ecuador   | 25-20, 25-14, 25-17        |
| 12 september 2019 Gimnasio Olímpico Regional UFRO, Temuco Speltid: ? - Åskådare: ? | Brasilien | 3 - 1 | Argentina | 25-23, 25-21, 18-25, 25-21 |

##### Sluttabell
| Pos. | Lag       | Pt | M | V | F | SV | SF | Kvot  | PV  | PF  | Kvot  |
| ---- | --------- | -- | - | - | - | -- | -- | ----- | --- | --- | ----- |
| 1    | Brasilien | 9  | 3 | 3 | 0 | 9  | 1  | 9,000 | 243 | 172 | 1,412 |
| 2    | Argentina | 6  | 3 | 2 | 1 | 7  | 3  | 2,333 | 240 | 172 | 1,395 |
| 3    | Colombia  | 3  | 3 | 1 | 2 | 3  | 6  | 0,500 | 159 | 201 | 0,791 |
| 4    | Ecuador   | 0  | 3 | 0 | 3 | 0  | 9  | 0,000 | 128 | 225 | 0,568 |

#### Grupp B

##### Resultat
| 10 september 2019 Centro Olimpico, Santiago de Chile Speltid: ? - Åskådare: ? | Venezuela | 2 - 3 | Peru      | 25-22, 21-25, 21-25, 25-17, 14-16 |
| 10 september 2019 Centro Olimpico, Santiago de Chile Speltid: ? - Åskådare: ? | Chile     | 3 - 0 | Bolivia   | 25-9, 25-17, 25-13                |
| 11 september 2019 Centro Olimpico, Santiago de Chile Speltid: ? - Åskådare: ? | Venezuela | 3 - 0 | Bolivia   | 25-13, 25-17, 25-19               |
| 11 september 2019 Centro Olimpico, Santiago de Chile Speltid: ? - Åskådare: ? | Chile     | 3 - 0 | Peru      | 25-14, 25-17, 25-13               |
| 12 september 2019 Centro Olimpico, Santiago de Chile Speltid: ? - Åskådare: ? | Peru      | 3 - 0 | Bolivia   | 25-12, 26-24, 25-14               |
| 12 september 2019 Centro Olimpico, Santiago de Chile Speltid: ? - Åskådare: ? | Chile     | 1 - 3 | Venezuela | 22-25, 20-25, 25-21, 24-26        |

##### Sluttabell
| Pos. | Lag       | Pt | M | V | F | SV | SF | Kvot  | PV  | PF  | Kvot  |
| ---- | --------- | -- | - | - | - | -- | -- | ----- | --- | --- | ----- |
| 1    | Venezuela | 7  | 3 | 2 | 1 | 8  | 4  | 2,000 | 278 | 245 | 1,134 |
| 2    | Chile     | 6  | 3 | 2 | 1 | 7  | 3  | 2,333 | 241 | 180 | 1,338 |
| 3    | Peru      | 5  | 3 | 2 | 1 | 6  | 5  | 1,200 | 225 | 231 | 0,974 |
| 4    | Bolivia   | 0  | 3 | 1 | 0 | 0  | 9  | 0,000 | 138 | 226 | 0,610 |

### Slutspelsrundan

#### Finalspel
|  | Semifinaler | Semifinaler |           |           | Final 1/Silver  | Final 1/Silver  |  |
|  |             |             |           |           |                 |                 |  |
|  | Venezuela   | 0           |           |           |                 |                 |  |
|  | Venezuela   | 0           |           |           |                 |                 |  |
|  | Argentina   | 3           |           |           |                 |                 |  |
|  | Argentina   | 3           |           | Argentina | 2               |                 |  |
|  |             |             |           | Argentina | 2               |                 |  |
|  |             |             | Brasilien | 3         |                 |                 |  |
|  | Brasilien   | 3           | Brasilien | 3         |                 |                 |  |
|  | Brasilien   | 3           |           |           |                 |                 |  |
|  | Chile       | 0           |           |           | Final 3/4 posto | Final 3/4 posto |  |
|  | Chile       | 0           |           |           |                 |                 |  |
|  |             |             |           |           |                 |                 |  |
|  |             |             |           |           | Venezuela       | 0               |  |
|  |             |             |           |           | Venezuela       | 0               |  |
|  |             |             |           |           | Chile           | 3               |  |

##### Semifinaler
| 13 september 2019 Centro Olimpico, Santiago de Chile Speltid: ? - Åskådare: ? | Venezuela | 0 - 3 | Argentina | 13-25, 16-25, 13-25 |
| 13 september 2019 Centro Olimpico, Santiago de Chile Speltid: ? - Åskådare: ? | Brasilien | 3 - 0 | Chile     | 25-16, 25-17, 25-21 |

##### Match om tredjepris
| 14 september 2019 Sun Monticello, Mostazal Speltid: ? - Åskådare: ? | Venezuela | 0 - 3 | Chile | 21-25, 18-25, 13-25 |

##### Final
| 14 september 2019 Sun Monticello, Mostazal Speltid: ? - Åskådare: ? | Argentina | 2 - 3 | Brasilien | 26-24, 25-22, 29-31, 20-25, 13-15 |

#### Spel om plats 5-8
|  | Matcher om plats 5-8 | Matcher om plats 5-8 |          |      | Match om femteplatsen  | Match om femteplatsen  |  |
|  |                      |                      |          |      |                        |                        |  |
|  | Peru                 | 3                    |          |      |                        |                        |  |
|  | Peru                 | 3                    |          |      |                        |                        |  |
|  | Ecuador              | 0                    |          |      |                        |                        |  |
|  | Ecuador              | 0                    |          | Peru | 3                      |                        |  |
|  |                      |                      |          | Peru | 3                      |                        |  |
|  |                      |                      | Colombia | 2    |                        |                        |  |
|  | Colombia             | 3                    | Colombia | 2    |                        |                        |  |
|  | Colombia             | 3                    |          |      |                        |                        |  |
|  | Bolivia              | 0                    |          |      | Match om sjundeplatsen | Match om sjundeplatsen |  |
|  | Bolivia              | 0                    |          |      |                        |                        |  |
|  |                      |                      |          |      |                        |                        |  |
|  |                      |                      |          |      | Ecuador                | 3                      |  |
|  |                      |                      |          |      | Ecuador                | 3                      |  |
|  |                      |                      |          |      | Bolivia                | 1                      |  |

##### Matcher om plats 5-8
| 13 september 2019 Gimnasio Olímpico Regional UFRO, Temuco Speltid: ? - Åskådare: ? | Peru     | 3 - 0 | Ecuador | 25-22, 25-22, 25-15 |
| 13 september 2019 Gimnasio Olímpico Regional UFRO, Temuco Speltid: ? - Åskådare: ? | Colombia | 3 - 0 | Bolivia | 25-19, 25-19, 25-18 |

##### Match om sjundeplats
| 14 september 2019 Gimnasio Olímpico Regional UFRO, Temuco Speltid: ? - Åskådare: ? | Ecuador | 3 - 1 | Bolivia | 22-25, 25-15, 25-23, 25-21 |

##### Match om femteplats
| 14 september 2019 Gimnasio Olímpico Regional UFRO, Temuco Speltid: ? - Åskådare: ? | Peru | 3 - 2 | Colombia | 25-23, 13-25, 20-25, 26-24, 15-10 |

## Slutplaceringar
| Pos | Lag       | Vidare till       |
| --- | --------- | ----------------- |
|     | Brasilien |                   |
|     | Argentina |                   |
|     | Chile     | Kval till OS 2024 |
| 4   | Venezuela | Kval till OS 2024 |
| 5   | Peru      | Kval till OS 2024 |
| 6   | Colombia  | Kval till OS 2024 |
| 7   | Ecuador   |                   |
| 8   | Bolivia   |                   |

## Individuella utmärkelser
| Utmärkelse              | Namn             | Lag       |
| ----------------------- | ---------------- | --------- |
| Mest värdefulla spelare | Alan de Souza    | Brasilien |
| Bästa passare           | Matías Sánchez   | Argentina |
| Bästa högerspiker       | Bruno Lima       | Argentina |
| Bästa vänsterspiker     | Yoandy Leal      | Brasilien |
| Bästa vänsterspiker     | Dušan Bonačić    | Chile     |
| Bästa center            | Flávio Gualberto | Brasilien |
| Bästa center            | Gabriel Araya    | Chile     |
| Bästa libero            | Santiago Danani  | Argentina |